# 오포중학교
오포중학교는 경기도 광주시에 개교 예정인 공립 중학교이다.

## 학교 연혁
- 2026년 3월 1일 : 개교 예정